# Старые Атаи
Ста́рые Ата́и (чув. Кивӗ Атикасси) — деревня в Красночетайском районе Чувашской Республики. Административный центр Староатайского сельского поселения.

## География
Находится в северо-западной части Чувашии, на расстоянии приблизительно 14 км на восток по прямой от районного центра села Красные Четаи.

## История
Известна с 1747 года, когда здесь было учтено 140 жителей мужского пола. В 1897 году было учтено 111 дворов и 641 житель, в 1926—198 дворов и 887 жителей, в 1939—825 жителей, в 1979—552. В 2002 году было 148 дворов, в 2010—130 домохозяйства. В 1930 году был образован колхоз «Самолёт», в 2010 году действовало ООО «Асамат».

## Население
Постоянное население составляло 382 человека (чуваши 98 %) в 2002 году, 312 в 2010.